# Markel Brown
De Marious Markel Brown (Alexandria, 29 gennaio 1992) è un cestista statunitense.

## Carriera
Dopo quattro stagioni in NCAA con gli Oklahoma State Cowboys (di cui l'ultima chiusa con oltre 17 punti e 5 rimbalzi di media) viene scelto alla quarantaquattresima chiamata del Draft 2014 dai Minnesota Timberwolves, nello stesso giorno viene ceduto ai Brooklyn Nets in cambio di una somma di denaro. Gioca con la squadra di Brooklyn per due stagioni consecutive, al termine delle quali rimane free agent.
Il 20 luglio 2022 la Pallacanestro Varese annuncia di aver trovato un accordo con il giocatore per la stagione 2022/2023.
Il 26 luglio 2023 sigla un contratto annuale con il team spagnolo di proprietà di Marc Gasol del Club Bàsquet Girona.
Il 20 dicembre 2023 il Basket Napoli annuncia di aver trovato l'accordo con l'atleta americano, siglando un contratto fino al termine della stagione 2024, il giocatore arriva dal Club Bàsquet Girona, tornando in Italia dopo pochi mesi. 
Brown lascia così la Spagna dove non ha brillato e ottenuto i risultati dell'anno precedente in LBA nel team degli invincibili del suo mentore Matt Brase della Pallacanestro Varese.
Nel febbraio 2024 si laurea campione, vincendo la Coppa Italia con la maglia del Basket Napoli, con i suoi ex compagni di squadra a Varese Tariq Owens e Giovanni De Nicolao.
A luglio 2024 firma un accordo annuale con la Pallacanestro Trieste, ritrova il suo ex compagno ai tempi di Varese Colbey Ross e come general manager Micheal Arcieri.

## Statistiche

### College
| Anno      | Squadra     | PG  | PT  | MP   | TC%  | 3P%  | TL%  | RP  | AP  | PRP | SP  | PP   |
| --------- | ----------- | --- | --- | ---- | ---- | ---- | ---- | --- | --- | --- | --- | ---- |
| 2010-2011 | OSU Cowboys | 34  | 10  | 21,6 | 39,4 | 26,2 | 60,7 | 2,5 | 1,4 | 0,8 | 1,0 | 6,4  |
| 2011-2012 | OSU Cowboys | 33  | 26  | 31,1 | 42,6 | 31,9 | 73,2 | 5,1 | 2,4 | 1,2 | 0,6 | 10,5 |
| 2012-2013 | OSU Cowboys | 33  | 33  | 34,1 | 43,6 | 36,4 | 76,0 | 4,4 | 2,4 | 1,0 | 0,8 | 15,3 |
| 2013-2014 | OSU Cowboys | 34  | 34  | 35,3 | 47,3 | 37,9 | 76,8 | 5,3 | 2,9 | 1,0 | 1,0 | 17,2 |
| Carriera  | Carriera    | 134 | 103 | 30,5 | 43,9 | 34,7 | 73,3 | 4,3 | 2,3 | 1,0 | 0,8 | 12,4 |

### NBA

#### Regular Season
| Anno      | Squadra         | PG  | PT | MP   | TC%  | 3P%  | TL%  | RP  | AP  | PRP | SP  | PP  |
| --------- | --------------- | --- | -- | ---- | ---- | ---- | ---- | --- | --- | --- | --- | --- |
| 2014-2015 | Brooklyn Nets   | 47  | 29 | 16,6 | 36,2 | 26,6 | 82,5 | 2,3 | 0,8 | 0,7 | 0,3 | 4,6 |
| 2015-2016 | Brooklyn Nets   | 62  | 6  | 15,8 | 39,4 | 31,4 | 75,5 | 2,0 | 1,5 | 0,6 | 0,2 | 5,9 |
| 2017-2018 | Houston Rockets | 4   | 0  | 7,8  | 28,6 | 20,0 | -    | 1,3 | 0,5 | 0,0 | 0,0 | 1,3 |
| Carriera  | Carriera        | 113 | 35 | 15,9 | 38,0 | 29,5 | 78,1 | 2,1 | 1,2 | 0,6 | 0,2 | 5,2 |

### G League
| Anno      | Squadra         | PG | PT | MP   | TC%  | 3P%  | TL%  | RP  | AP  | PRP | SP  | PP   |
| --------- | --------------- | -- | -- | ---- | ---- | ---- | ---- | --- | --- | --- | --- | ---- |
| 2014-2015 | Maine Red Claws | 1  | 1  | 8,4  | 50,0 | 50,0 | 100  | 1,0 | 0,0 | 1,0 | 0,0 | 7,0  |
| 2017-2018 | Oklahoma Blue   | 22 | 20 | 31,4 | 45,5 | 35,8 | 78,9 | 4,3 | 2,6 | 1,4 | 0,5 | 17,2 |
| 2017-2018 | R.G.V. Vipers   | 9  | 7  | 33,2 | 42,7 | 34,5 | 78,9 | 4,9 | 3,3 | 1,2 | 0,0 | 15,9 |
| 2018-2019 | Oklahoma Blue   | 28 | 6  | 22,6 | 43,7 | 41,6 | 80,0 | 3,2 | 2,8 | 0,5 | 0,2 | 11,4 |
| Carriera  | Carriera        | 60 | 34 | 27,2 | 44,4 | 38,3 | 79,6 | 3,8 | 2,8 | 1,0 | 0,3 | 14,1 |

### Eurolega
| Anno      | Squadra     | PG | PT | MP   | TC%  | 3P%  | TL%  | RP  | AP  | PRP | SP  | PP  |
| --------- | ----------- | -- | -- | ---- | ---- | ---- | ---- | --- | --- | --- | --- | --- |
| 2018-2019 | Darüşşafaka | 20 | 8  | 17,5 | 34,7 | 25,9 | 65,2 | 1,6 | 1,9 | 0,4 | 0,2 | 4,8 |
| Carriera  | Carriera    | 20 | 8  | 17,5 | 34,7 | 25,9 | 65,2 | 1,6 | 1,9 | 0,4 | 0,2 | 4,8 |

### Eurocup
| Anno      | Squadra  | PG | PT | MP   | TC%  | 3P%  | TL%  | RP  | AP  | PRP | SP  | PP  |
| --------- | -------- | -- | -- | ---- | ---- | ---- | ---- | --- | --- | --- | --- | --- |
| 2016-2017 | Chimki   | 11 | 3  | 12,5 | 42,1 | 40,0 | 73,9 | 2,3 | 0,8 | 0,5 | 0,1 | 5,0 |
| Carriera  | Carriera | 11 | 3  | 12,5 | 42,1 | 40,0 | 73,9 | 2,3 | 0,8 | 0,5 | 0,1 | 5,0 |

## Palmarès
- Coppa Italia: 1

Napoli Basket: 2024